# Camenta rufobrunnea
Camenta rufobrunnea är en skalbaggsart som beskrevs av Moser 1917. Camenta rufobrunnea ingår i släktet Camenta och familjen Melolonthidae. Inga underarter finns listade.